# Rosa filipes
Espèce
Classification phylogénétique
Rosa filipes est une espèce de plantes à fleurs de la famille des Rosaceae. C'est un rosier classé dans la section des Synstylae, originaire de Chine occidentale, dans les régions de Gansu, Shaanxi, Sichuan, Tibet et Yunnan.

## Description
Cette plante est un arbrisseau grimpant à feuilles caduques, de 3 à 5 mètres de haut, pouvant atteindre, rarement jusqu'à 9 mètres.
Les feuilles, imparipennées, de 8 à 14 cm de long, sont composées de 5 à 7 folioles.
Les fleurs, simples à cinq pétales, blanches, de 2,5 à 5 cm de diamètre, sont regroupées en panicules, de grands corymbes de 15 à 30 cm de diamètre regroupant jusqu'à cent fleurs, qui forment une floraison unique tardive (juillet à août).
Les fruits sont rouges et ont de 8 à 15 mm de diamètre.

## Culture et utilisation
- Il est toujours cultivé dans des pépinières spécialisées
- Le sport Rosa filipes 'Kiftsgate' est apparu en 1954. Il a des inflorescences qui peuvent atteindre 45 cm de diamètre.
- 'Treasure Trove, (Treasure, 1979) 'Kiftsgate' × hybride de thé à fleurs semi-doubles de couleur abricot, en gros bouquets
- 'Paul's Himalayan Musk Rambler' semble être un de ses hybrides. C'est un grimpant particulièrement vigoureux, qui atteint 10 mètres, aux petites fleurs doubles rose lilas
- Par croisement avec le pollen de 'Madame Bérard' (Levet, 1872), il a donné 'Parc de Maupassant' (Massad, 2007)[1].

Rosa henryi, un autre Synstylæ, proche de Rosa filipes est cultivé quelquefois comme plante ornementale dans les jardins, où il est apprécié pour ses inflorescences exceptionnellement grandes pour un rosier, parfois aussi pour sa taille et pour sa capacité à grimper dans les arbres.